# Campeonato Mundial de Atletismo de 2019 - Maratona feminina
A competição da maratona feminina no Campeonato Mundial de Atletismo de 2019 foi realizada em Doha, no Catar, no dia 27 de setembro.

## Recordes
Antes da competição, os recordes eram os seguintes: 
| Recorde mundial                               | Paula Radcliffe (GBR)  | 2:15:25 | Londres, Reino Unido          | 13 de abril de 2003    |
| Recorde do campeonato                         | Paula Radcliffe (GBR)  | 2:20:57 | Helsínquia, Finlândia         | 14 de agosto de 2005   |
| Recorde do ano                                | Ruth Chepngetich (KEN) | 2:17:08 | Dubai, Emirados Árabes Unidos | 25 de janeiro de 2018  |
| Recorde da África                             | Mary Keitany (KEN)     | 2:17:01 | Londres, Reino Unido          | 23 de abril de 2017    |
| Recorde da Ásia                               | Mizuki Noguchi (JPN)   | 2:19:12 | Berlim, Alemanha              | 25 de setembro de 2005 |
| Recorde da América do Norte, Central e Caribe | Deena Kastor (USA)     | 2:19:36 | Londres, Reino Unido          | 23 de abril de 2006    |
| Recorde da América do Sul                     | Inés Melchor (PER)     | 2:26:45 | Berlim, Alemanha              | 28 de setembro de 2014 |
| Recorde da Europa                             | Paula Radcliffe (GBR)  | 2:15:25 | Londres, Reino Unido          | 13 de abril de 2003    |
| Recorde da Oceania                            | Benita Willis (AUS)    | 2:22:36 | Chicago, Estados Unidos       | 22 de outubro de 2006  |

## Medalhistas
| Ouro                   | Prata              | Bronze                 |
| Ruth Chepngetich (KEN) | Rose Chelimo (BHR) | Helalia Johannes (NAM) |

## Tempo de qualificação
| Tempo de qualificação |
| --------------------- |
| 2:37:00               |

## Calendário
| Data                   | Horário | Fase  |
| ---------------------- | ------- | ----- |
| 27 de setembro de 2019 | 23:59   | Final |

Todos os horários estão no horário local (UTC+3)

## Resultado final
A final ocorreu dia 27 de setembro às 23:59. 
| Pos.              | Atleta                      | Nacionalidade   | Tempo   | Notas                |
| ----------------- | --------------------------- | --------------- | ------- | -------------------- |
| Medalha de ouro   | Ruth Chepngetich            | Quênia          | 2:32:43 |                      |
| Medalha de prata  | Rose Chelimo                | Bahrein         | 2:33:46 |                      |
| Medalha de bronze | Helalia Johannes            | Namíbia         | 2:34:15 |                      |
| 4                 | Edna Kiplagat               | Quênia          | 2:35:36 | Recorde da temporada |
| 5                 | Volha Mazuronak             | Bielorrússia    | 2:36:21 |                      |
| 6                 | Roberta Groner              | Estados Unidos  | 2:38:44 |                      |
| 7                 | Mizuki Tanimoto             | Japão           | 2:39:09 |                      |
| 8                 | Kim Ji-hyang                | Coreia do Norte | 2:41:24 |                      |
| 9                 | Lyndsay Tessier             | Canadá          | 2:42:03 | Recorde da temporada |
| 10                | Jo Un-ok                    | Coreia do Norte | 2:42:23 |                      |
| 11                | Madoka Nakano               | Japão           | 2:42:39 |                      |
| 12                | Desi Jisa Mokonin           | Bahrein         | 2:43:19 |                      |
| 13                | Carrie Dimoff               | Estados Unidos  | 2:44:35 | Recorde da temporada |
| 14                | Ri Kwang-ok                 | Coreia do Norte | 2:46:16 |                      |
| 15                | Visiline Jepkesho           | Quênia          | 2:46:38 |                      |
| 16                | Marta Galimany              | Espanha         | 2:47:45 |                      |
| 17                | Nastassia Ivanova           | Bielorrússia    | 2:48:41 |                      |
| 18                | Charlotta Fougberg          | Suécia          | 2:49:17 |                      |
| 19                | Anne-Mari Hyryläinen        | Finlândia       | 2:51:26 |                      |
| 20                | Marcela Joglová             | Chéquia         | 2:52:22 |                      |
| 21                | Rutendo Joan Nyahora        | Zimbabwe        | 2:52:33 |                      |
| 22                | Sardana Trofimova           | Atletas Neutros | 2:52:46 |                      |
| 23                | Nazret Weldu                | Eritreia        | 2:53:45 |                      |
| 24                | Ma Yugui                    | China           | 2:55:24 |                      |
| 25                | Galbadrakhyn Khishigsaikhan | Mongólia        | 2:56:15 |                      |
| 26                | Alisa Vainio                | Finlândia       | 2:56:30 | Recorde da temporada |
| 27                | Melanie Myrand              | Canadá          | 2:57:40 |                      |
| 28                | Salomé Rocha                | Portugal        | 2:58:19 |                      |
| 29                | Gloria Priviletzio          | Grécia          | 2:58:43 |                      |
| 30                | Valdilene dos Santos Silva  | Brasil          | 2:59:00 |                      |
| 31                | Manuela Soccol              | Bélgica         | 2:59:11 |                      |
| 32                | Sviatlana Kudzelich         | Bielorrússia    | 3:00:38 |                      |
| 33                | Ciren Cuomu                 | China           | 3:01:56 |                      |
| 34                | Bayartsogtyn Mönkhzayaa     | Mongólia        | 3:02:57 |                      |
| 35                | Rochelle Rodgers            | Austrália       | 3:05:12 |                      |
| 36                | Andreia Hessel              | Brasil          | 3:06:13 |                      |
| 37                | Johanna Bäcklund            | Suécia          | 3:08:30 |                      |
| 38                | Kelsey Bruce                | Estados Unidos  | 3:09:37 |                      |
| 39                | Mayada Al-Sayad             | Palestina       | 3:10:30 |                      |
| 40                | Gabriela Traña              | Costa Rica      | 3:19:13 |                      |
| 41                | Elvan Abeylegesse           | Turquia         | DNF     | DNF                  |
| 41                | Ruti Aga                    | Etiópia         | DNF     | DNF                  |
| 41                | Bojana Bjeljac              | Croácia         | DNF     | DNF                  |
| 41                | Monika Bytautienė           | Lituânia        | DNF     | DNF                  |
| 41                | Fadime Çelik                | Turquia         | DNF     | DNF                  |
| 41                | Rosa Chacha                 | Equador         | DNF     | DNF                  |
| 41                | Linet Toroitich Chebet      | Uganda          | DNF     | DNF                  |
| 41                | Shure Demise                | Etiópia         | DNF     | DNF                  |
| 41                | Roza Dejere                 | Etiópia         | DNF     | DNF                  |
| 41                | Sara Dossena                | Itália          | DNF     | DNF                  |
| 41                | Giovanna Epis               | Itália          | DNF     | DNF                  |
| 41                | Shitaye Eshete              | Bahrein         | DNF     | DNF                  |
| 41                | Sasha Gollish               | Canadá          | DNF     | DNF                  |
| 41                | Dagmara Handzlik            | Chipre          | DNF     | DNF                  |
| 41                | Ayano Ikemitsu              | Japão           | DNF     | DNF                  |
| 41                | Sitora Khamidova            | Uzbequistão     | DNF     | DNF                  |
| 41                | Mariya Korobitskaya         | Quirguistão     | DNF     | DNF                  |
| 41                | Li Dan                      | China           | DNF     | DNF                  |
| 41                | Failuna Matanga             | Tanzânia        | DNF     | DNF                  |
| 41                | Clémentine Mukandanga       | Ruanda          | DNF     | DNF                  |
| 41                | Elvanie Nimbona             | Burundi         | DNF     | DNF                  |
| 41                | Cecilia Norrbom             | Suécia          | DNF     | DNF                  |
| 41                | Matea Parlov Koštro         | Croácia         | DNF     | DNF                  |
| 41                | Charlotte Purdue            | Grã-Bretanha    | DNF     | DNF                  |
| 41                | Lonah Chemtai Salpeter      | Israel          | DNF     | DNF                  |
| 41                | Oleksandra Shafar           | Ucrânia         | DNF     | DNF                  |
| 41                | Hanna Vandenbussche         | Bélgica         | DNF     | DNF                  |
| 41                | Hiruni Kesara Wijayaratne   | Sri Lanka       | DNF     | DNF                  |
| 41                | Tish Jones                  | Grã-Bretanha    | DNS     | DNS                  |
| 41                | Nikolina Šustić             | Croácia         | DNS     | DNS                  |

Legenda
| Recorde mundial       | Recorde mundial (World record)               |                       | Recorde africano                      | Recorde africano (African) |                                           | Q | Classificado por posição (Qualified) |
| Recorde do campeonato | Recorde do campeonato (Championship record)  | Recorde da América    | Recorde da América (Americas)         | q                          | Classificado por melhor tempo (Qualified) |   |                                      |
| Melhor marca do ano   | Melhor marca do ano (World leading)          | Recorde asiático      | Recorde asiático (Asian)              | DNS                        | Não largou (Did not start)                |   |                                      |
| Recorde nacional      | Recorde nacional (National record)           | Recorde europeu       | Recorde europeu (European)            | DNF                        | Não terminou (Did not finish)             |   |                                      |
| Recorde pessoal       | Recorde pessoal do atleta (Personal best)    | Recorde da Oceania    | Recorde da Oceania (Oceania)          | DSQ / DQ                   | Desclassificado (Disqualified)            |   |                                      |
| Recorde da temporada  | Recorde da temporada do atleta (Season best) | Recorde sul-americano | Recorde sul-americano (South America) | NM                         | Sem marca (No mark)                       |   |                                      |